# Henri Miró
Henri Enrique Miró (13 de noviembre de 1879 - 19 de julio de 1950) fue un compositor, arreglista, director de orquesta, pianista y crítico musical español nacionalizado canadiense. Fue un director de orquesta pionero de la radio canadiense y sus obras se presentaron en los principales escenarios del Montreal de la época. Es conocido por sus óperas, aunque la Orquesta Sinfónica de Montreal interpretó parte de su música sinfónica.

## Biografía
Nacido en Tárrega (Lérida), Miró comenzó su educación musical con el Padre Domingo de Guzmán en el Monasterio de Montserrat. En 1895 ingresó en el Conservatorio Superior de Música del Liceo de Barcelona, donde fue alumno de Bienvenido Socias Mercadé. En 1898, tras concluir su formación, se mudó a Francia, donde fue director de una compañía de ópera durante cuatro años.
En 1902 Miró emigró a Montreal, donde trabajó como compositor, arreglista, director de orquesta, pianista y pedagogo. Entre sus alumnos notables se encuentran Lucio Agostini, Fleurette Beauchamp y Rafael Masella. En 1904 se estrenó su obra Messe solennelle en el Monument-National y en 1914 se estrenó su opereta Le Roman de Suzon en el Princess Theatre de Nueva York. Esta última obra fue revivida varias veces hasta finales de la década de 1920, incluso por la Société canadienne d'opérette en noviembre de 1925. En mayo de 1915 se representó por primera vez en Montreal su ópera A Million Dollar Girl.
El 6 de noviembre de 1928, Jean Goulet dirigió el estreno de la cantata Vox populi de Miró, basada en 14 temas franco-canadienses, en el Monument-National. Goulet también dirigió el estreno de la Sinfonía canadiense de Miró el 27 de octubre de 1931. Sus composiciones también incluyeron suites, dos conciertos para violonchelo, obras para violín solo y varias baladas, chansons y canciones para voz solista y coro. Muchas de sus obras fueron publicadas en La Lyre, para la que también trabajó como crítico musical durante varios años. En 1936 fue el primer ganador del concurso de composición de la Société des concerts symphoniques de Montréal por sus Scènes mauresques y la obra fue estrenada por esa orquesta en Plateau Hall bajo la dirección de Wilfrid Pelletier el 3 de abril de 1936. También recibió el premio Jean Lallemand por esa composición.
De 1916 a 1921, Miró también se desempeñó como director musical de la Berliner Gramophone Company y posteriormente ocupó el mismo cargo en la Compo Company Ltd. En 1930-1931 dirigió un programa de radio dedicado a la ópera y la opereta para la CNR Radio, en particular, protagonizó actuaciones de algunas de sus propias obras. Posteriormente trabajó para la Canadian Broadcasting Corporation dirigiendo programas de música popular española. También dirigió actuaciones de opereta, conciertos de orquesta y grabaciones para His Master's Voice y Apex Records. 
Murió en Montreal a la edad de 70 años.